# Heidelbergul de altădată
Heidelbergul de altădată  (titlul original: în germană Alt-Heidelberg) este o piesă de teatru de Wilhelm Meyer-Förster, care a fost prezentată prima dată la 22 noiembrie 1901 în Berliner Theater. A fost cea mai de succes piesă de teatru în limba germană al acelui timp.

## Conținut
Heidelbergul de altădată este povestea vieții studențești din Heidelberg a prințului moștenitor Karl-Heinrich din Ducatul fictiv de Saxonia-Karlsburg (derivat din Saxa-Coburg). Karl-Heinrich devine membru al corpului studențesc fictiv Saxonia Heidelberg, se cufundă în viața corpului studențesc Studentenverbindung și se îndrăgostește de fiica hangiului, Käthie. Dar după patru luni, rațiunea îl cheamă acasă pentru o căsătorie potrivită. Părăsește Heidelbergul și pe Käthie pentru a prelua funcția de „urmaș” al unchiul său.

## Personaje
- Karl Heinz, prințul moștenitor
- Käthie
- Rüder, hangiul
- doamna Rüder
- doamna Dorfeel
- Engelbrecht
- Karl Bilz
- Dr. Jüttner
- Prințul de Saxonia-Karlsburg
- contele Detlev von Asterberg
- valetul Lutz
- Prim-ministrul Haugk
- servitorul Schölermann
- șambelanul von Breitenberg
- Kellermann, chelarul
- von Metzing
- mareșalul curții în Castelul Karlsburg
- Von Wedell, un student
- șambelanul von Feldbach
- Reuter
- Glanz
- Anna, servitoarea
- Helene, o servitoare

## Creerea
Titlul și conținutul se bazează pe poezia „Alt Heidelberg, du feine” din versiunea epică „Der Trompeter von Säckingen” (ro: Gornistul din Säckingen) de Joseph Victor von Scheffel din 1854. Această expresie a devenit un simbol al unei povești de dragoste studențești. Wilhelm Meyer-Förster a scris povestirea „Karl Heinrich” pe această bază, care a apărut în 1899. De asemenea, a inserat propria experiență ca student al corporației, deși el nu studiase niciodată în Heidelberg. La scurt timp după aceea a scris piesa „Alt-Heidelberg” ca versiune dramatizată.

## Adaptări
Film
- 1915 Old Heidelberg – film american mut, regia John Emerson;
- 1923 Heidelbergul de altădată – film german mut, regia Hans Behrendt;
- 1926 The Student Prince in Old Heidelberg – film american, regia Ernst Lubitsch;
- 1954 Prințul student (The Student Prince), regia Richard Thorpe și Curtis Bernhardt – film pe baza operetei din 1924, vocea cântată a prințului interpretată de Mario Lanza;
- 1959 Heidelbergul de altădată (Alt Heidelberg), – film vest-german în regia Ernst Marischka.

Operetă
- 1924 Prințul student (The Student Prince) – operetă compusă de Sigmund Romberg, după un libret de Dorothy Donnelly

Operă
- 1908 Eidelberga Mia, cu un libret scris de Alberto Colantuoni bazat pe piesa de teatru, muzica de Ubaldo Pacchierotti; ulterior libretul a fost tradus în limba germană de Ottoman Piltz în 1909 sub titlul original german, Alt-Heidelberg.

Teatru radiofonic
- Heidelbergul de altădată, adaptare radiofonică de Mircea Popescu, regia muzicală Timuș Alexandrescu, regia tehnică inginer Tatiana Andreici, regia artistică Cristian Munteanu. Interpreți: Marcel Iureș, Violeta Andrei, Fory Etterle, Ion Marinescu,  Radu Beligan, Corado Negreanu, George Oprina, Dorina Lazăr, Nicolae Pomoje, Nicolae Luchian Botez, Ion Pavlescu, Constantin Dinulescu, Boris Petroff, Mihai Niculescu.

## Trivia
La 13 februarie 1968 Teatrul Național Ion Luca Caragiale din București a prezentat piesa Heidelbergul de altădată cu actorii Florin Piersic și Ilinca Tomoroveanu în rolurile principale.